# Шаффгаузен (округ)
Шаффгаузен (нім. Bezirk Schaffhausen) — округ у Швейцарії в кантоні Шаффгаузен.

## Громади
У таблиці наведено список громад округу станом на 2022 рік, населення та площа станом на 2019 рік.

| Українська назва       | Оригінальна назва      | Код BFS | Населення | Площа |
| ---------------------- | ---------------------- | ------- | --------- | ----- |
| Барген                 | Bargen (SH)            | 2931    | 312       | 8,3   |
| Берінген               | Beringen               | 2932    | 4925      | 18,7  |
| Бухберг                | Buchberg               | 2933    | 854       | 5,9   |
| Мерісгаузен            | Merishausen            | 2936    | 856       | 17,6  |
| Нойгаузен-ам-Райнфалль | Neuhausen am Rheinfall | 2937    | 10467     | 8,0   |
| Рюдлінген              | Rüdlingen              | 2938    | 781       | 5,5   |
| Шаффгаузен             | Schaffhausen           | 2939    | 36604     | 41,8  |